# 예시카 하우스너
예시카 하우스너(Jessica Hausner, 1972년 10월 6일 ~ )는 오스트리아의 영화 감독, 영화 각본가이다.

## 작품 목록
- 플로라 (1995, 단편)
- 인터뷰 (1999)
- 사랑스런 리타 (2001)
- 호텔 (2004)
- 루르드 (2009)
- 아무르 포 (2014)
- 리틀 조 (2019)
- 클럽 제로 (2023)